# 天下の学園
『天下の学園』（てんかのがくえん）は、1965年4月2日から同年8月6日までフジテレビ系列の金曜20時00分 - 20時56分（JST）に放送された、バラエティ仕立てのテレビドラマである。全18回。

## 概要
幼稚園から大学まで有る「理想学園」という学園を舞台に、大学4年の谷村啓太が様々な事件を巻き起こしながらも、楽しく明るい青春を出していく姿を描く。
NHK総合の『若い季節』に対抗して放送した『天下の若者』の次番組で、『天下の若者』が芸能プロを舞台にしているのに対し、本作は学園を舞台にしている。
主演は『天下の若者』に引き続き谷啓、そして著名芸能人がレギュラーやゲストで登場する。

## 出演者
- 谷村啓太：谷啓（ハナ肇とクレージーキャッツ）
- 川村マリ：園まり
- 花田大和：ハナ肇（ハナ肇とクレージーキャッツ）
- 植松均：植木等（〃）
- 比留間弘：犬塚弘（〃）
- 梅田：桜井センリ（〃）
- 安原：安田伸（〃）
- 橋わたる：石橋エータロー（〃）
- 淡路恵子
- 久世みちよ：梓みちよ
- 上尾ミエ：中尾ミエ
- 木の実ナナ
- スリーファンキーズ
- ジャニーズ
- 芳村真理
- 小山明子
- 上原ゆかり
- 南都雄二
- 藤村有弘
- 榎本健一
- 柳家金語楼
- 伴淳三郎

ほか多数

## スタッフ
- 脚本：藤田秀弥、松木ひろし、田中美樹、竹内伸光、森功
- 演出：丹羽茂久、小林俊一

## 放映リスト
| 話数 | 放送日       | サブタイトル           | 脚本                 | 演出     |
| ---- | ------------ | ---------------------- | -------------------- | -------- |
| 1    | 1965年4月2日 | 歓迎新入生諸君         |                      | 丹羽茂久 |
| 2    | 4月9日       | 音楽部万才             |                      | 丹羽茂久 |
| 3    | 4月16日      | 頑張れ音楽部長!        |                      | 丹羽茂久 |
| 4    | 4月23日      | 外出禁止一週間         | 藤田秀弥             | 丹羽茂久 |
| 5    | 4月30日      | くたばれ犯罪心理学     | 松木ひろし           | 小林俊一 |
| 6    | 5月7日       | まぎれ込んだラブレター | 田中美樹             | 丹羽茂久 |
| 7    | 5月14日      | 友情も楽じゃない       | 竹内伸光             | 小林俊一 |
| 8    | 5月21日      | アマゾンの美女         | 藤田秀弥             | 丹羽茂久 |
| 9    | 6月4日       | 力の限り美しく         | 竹内伸光             | 丹羽茂久 |
| 10   | 6月11日      | 騎士道はいかが         |                      | 丹羽茂久 |
| 11   | 6月18日      | ヒッチハイクの男       | 森功                 | 丹羽茂久 |
| 12   | 6月25日      | アルバイト万才         | 森功                 | 小林俊一 |
| 13   | 7月2日       | 新講師誕生             | 藤田秀弥             | 丹羽茂久 |
| 14   | 7月9日       | カルメン始末記         | 竹内伸光             | 小林俊一 |
| 15   | 7月16日      | あゝ女難               | 森功                 | 丹羽茂久 |
| 16   | 7月23日      | 高原のローレライ       | 松木ひろし           | 小林俊一 |
| 17   | 7月30日      | 夏の夜の恋             | 藤田秀弥             | 丹羽茂久 |
| 18   | 8月6日       | さらば学園よ           | 松木ひろし、竹内伸光 | 小林俊一 |

## 主題歌
『天下の学園』- 作詞：竹内伸光、作曲・編曲：山本直純、歌：谷啓

## 提供
- アサヒビール（「バヤリースオレンジ」名義）
- 蛇の目ミシン工業

## 補足
2010年9月12日、フジテレビ系列で『Mr.サンデー』が谷啓の追悼特集（谷は前日逝去された）を放送したとき、当番組のワンシーンが映された。

## 参考資料
- 産経新聞
- 週刊TVガイド